# L'Uomo Di Bagdad, Il Cow Boy E Lo Zar
«L'Uomo Di Bagdad, Il Cow Boy E Lo Zar» (укр. «Багдадець, ковбой та цар») — пісня італійського співака і кіноактора Адріано Челентано з альбому «Il re degli ignoranti» 1991 року.

## Історія
Пісня, створена у жанрі електроніки і попу, стала шостим треком альбому Адріано Челентано «Il re degli ignoranti», випущеного 13 липня 1991 року. Після залишилася забутою, надалі вона не включалася співаком до збірок, не існує фактів щодо потрапляння її до чартів й до неї не було знято відекліпу.

## Складова
У пісні Челентано засуджував війну в Іраку 1990—1991 років і попереджав про можливу загрозу Третьої світової війни. Пісня є «усучасненим» ремейком зі зміненим аранжуванням та текстом композиції «Napoleone, il cowboy e lo zar», з альбому «Adriano Rock» (1969), яка у свою чергу була італійською версією хіта американського музиканта Білла Гейлі «And Only One Man In Town». У назві пісні «Napoleone il Cow Boy e lo Zar» («Наполеон, Ковбой і Цар») слово «Наполеон» було замінено на «Людина з Багдада» (тобто, у зв'язку з обстановкою в світі того періоду, образ французького імператора замінений на образ іракського диктатора Саддама Хусейна). Під словом «Ковбой» малися на увазі Сполучені Штати, учасник війни проти режиму Хусейна, а під словом «Цар» — Радянський Союз, який постачав Іраку зброю. Також у пісні були присутні звукові ефекти, зокрема лунання сирени.

## Телебачення
«L'Uomo Di Bagdad, Il Cow Boy E Lo Zar» виконувалася Челентано наживо лише один раз — у двогодинному спецвипуску телепередачі «Notte Rock» («Нічний рок»), що транслювалася ввечері 5 листопада 1991 року на каналі Rai 1. Співак виступив на передачі, щоб прорекламувати альбом «Il re degli ignoranti», окрім «L'Uomo Di Bagdad, Il Cow Boy E Lo Zar», він виконав ще такі пісні альбому: «Fuoco», «Letto Di Foglie», «Il re degli ignoranti», «La Terza Guerra Mondiale» (всього він виконав 11 пісень). Крім виконання пісень, на передачі Челентано презентував свою другу автобіографічну однойменну книгу «Король невігласів» (обкладинки альбому та книги мали однакове оформлення), відповідав на питання журналіста Енцо Б'яджі і міланських студентів щодо своїх поглядів та творчості й показав відеокліпи до пісень «Fuoco» і «Il re degli ignoranti».

### Трек-лист
Італійський 12" LP сингл
1. «Fuoco» (Radio Edit) — 4:20
2. «L'Uomo Di Bagdad, Il Cow Boy E Lo Zar» (Remix Edit) — 3:00

## Сингл
«L'Uomo Di Bagdad, Il Cow Boy E Lo Zar» випускалася на синглі, як Б-сторона, з піснею «Fuoco» у 1991 році на одній LP-платівці в Італії, під лейблом «Clan Celentano».

### Видання
| Назва                                             | Лейбл          | Маркування   | Країна | Рік  |
| ------------------------------------------------- | -------------- | ------------ | ------ | ---- |
| Fuoco/L'Uomo Di Bagdad, Il Cow Boy E Lo Zar (12") | Clan Celentano | 0140 15433-0 | Італія | 1991 |

## Учасники запису
- Вокал — Адріано Челентано
- Аранжування — Адріано Челентано, Давіде Романі, Енріко Ла Фальче, Лука Черсосімо
- Продюсер — Адріано Челентано